# Mesene veleda
Mesene veleda är en fjärilsart som beskrevs av Hans Ferdinand Emil Julius Stichel 1923. Mesene veleda ingår i släktet Mesene och familjen Riodinidae. Inga underarter finns listade i Catalogue of Life.